# Carolina Acevedo
Carolina Acevedo Rojas (Ibagué, 7 de octubre de 1979) es una actriz y presentadora colombiana. Es principalmente reconocida por sus papeles protagónicos en producciones como Pobre Pablo, Nuevo rico, nuevo pobre, La Nocturna y Un bandido honrado.

## Biografía

### Primeros años
Nació el 7 de octubre de 1979 en la ciudad de Ibagué y es hija de Ricardo Acevedo que es un cirujano maxilofacial y un coronel de la Policía Nacional de Colombia, y de Silvia Rojas que es una cosmetóloga especializada en cosmeatría. Tiene una hermana menor llamada Marcela, que también ha incursionado en la actuación en Clase aparte y en Conjunto cerrado.

### Carrera
Su carrera como actriz empezó en 1993 en la serie de televisión de De Pies a Cabeza con el director Andrés Marroquín, de hecho ha participado en novelas como La madre (1998), Tabú (1999). En el año 2000 realizó su primer protagónico en la novela del canal RCN Pobre Pablo. Continuó su carrera en Por amor a Gloria (2005) y Nuevo rico, nuevo pobre papel por el que obtuvo un premio «TVyNovelas» como mejor actriz protagónica de telenovela (2007 - 2008), como presentadora estuvo en Universal Hits y ha hecho varias fotografías para las revista Soho.

### Vida personal
Estuvo casada, entre 2002 y 2004, con el actor Roberto Cano. También se casó y se divorció del empresario judío Salomón Korn.

## Filmografía

### Televisión
| Año       | Título                                | Personaje                           | Rol                | Canal              |
| --------- | ------------------------------------- | ----------------------------------- | ------------------ | ------------------ |
| 2023      | MasterChef Celebrity                  | Ella misma                          | Ganadora           | Canal RCN          |
| 2020      | Decisiones: Unos ganan, otros pierden | Paola de Molina                     | Recurrente         | Telemundo          |
| 2019      | Un bandido honrado                    | Milena Aponte de Ortega             | Protagonista       | Caracol Televisión |
| 2018-2019 | Distrito salvaje                      | Alexandra Mallarino                 | Recurrente         | Netflix            |
| 2017      | La nocturna                           | Amelía Ruiz                         | Protagonista       | Caracol Televisión |
| 2016      | Narcos                                | Gabriela                            | Recurrente         | Netflix            |
| 2016-2019 | La ley del corazón                    | Ximena Rivera                       | Antagonista        | Canal RCN          |
| 2015      | Esmeraldas                            | Olga Guerrero (adulta)              | Protagonista       | Caracol Televisión |
| 2014-2015 | En la boca del lobo                   | Lena Duque                          | Protagonista       | UniMás             |
| 2013-2014 | Comando elite                         | Capitán Carolina Arciniegas         | Protagonista       | Canal RCN          |
| 2011-2012 | Correo de inocentes                   | -                                   | Recurrente         | Canal RCN          |
| 2011      | Mujeres asesinas (Colombia)           | Felicia, la desesperada             | Actuación especial | Canal RCN          |
| 2010-2011 | Los caballeros las prefieren brutas   | Martina                             | Recurrente         | Caracol Televisión |
| 2010-2011 | Hilos de amor                         | Mariana García                      | Protagonista       | Caracol Televisión |
| 2007-2008 | Nuevo rico, nuevo pobre               | Rosmery Peláez                      | Protagonista       | Caracol Televisión |
| 2007      | El ventilador                         | Eliana Angel                        | Protagonista       | Caracol Televisión |
| 2006      | La diva                               | Natalia Rico                        | Protagonista       | Caracol Televisión |
| 2005-2006 | Por amor a Gloria                     | Gloria Stefany Valbuena Sutamarchán | Protagonista       | Caracol Televisión |
| 2004      | Francisco el matemático               | Laura                               | Recurrente         | Canal RCN          |
| 2003-2004 | Un ángel llamado Azul                 | Anabella                            | Recurrente         | Canal RCN          |
| 2003      | No renuncies Salomé                   | Salomé Villegas                     | Protagonista       | Canal RCN          |
| 2002      | Siete veces Amada                     | -                                   | Recurrente         | Caracol Televisión |
| 2000-2002 | Pobre Pablo                           | María Alcalá                        | Protagonista       | Canal RCN          |
| 1999      | Tabú                                  | -                                   | Recurrente         | Canal RCN          |
| 1998-1999 | La Madre                              | Catalina Bernal                     | Recurrente         | Canal RCN          |
| 1994-1997 | O todos en la cama                    | Silvia (novia de Guillermo)         | Recurrente         | Canal A            |
| 1993      | De pies a cabeza                      | Violeta                             | Protagonista       | Canal A            |

## Cine
| Año  | Título                | Personaje             | Nota |
| ---- | --------------------- | --------------------- | ---- |
| 2017 | De regreso al colegio | Profesora de biología |      |
| 2012 | Sanandresito          | Tatiana               |      |

## Teatro
| Año       | Título                            | Personaje | Nota            |
| --------- | --------------------------------- | --------- | --------------- |
| 2024      | No al dinero                      | Esposa    | Teatro Nacional |
| 2019-2020 | La verdad es un juego de mentiras | Lorenza   | Teatro Nacional |

## Premios y nominaciones

### Premios India Catalina
| Año  | Categoría                                     | Telenovela o Serie      | Resultado |
| ---- | --------------------------------------------- | ----------------------- | --------- |
| 2017 | Mejor actriz antagónica de telenovela o serie | La ley del corazón      | Nominada  |
| 2008 | Mejor actriz protagónica de telenovela        | Nuevo Rico, Nuevo Pobre | Nominada  |
| 2001 | Mejor actriz protagónica de telenovela        | Pobre Pablo             | Nominada  |

### Premios TVyNovelas
| Año  | Categoría                              | Telenovela o Serie      | Resultado |
| ---- | -------------------------------------- | ----------------------- | --------- |
| 2017 | Mejor actriz antagónica de telenovela  | La ley del corazón      | Ganadora  |
| 2017 | Mejor actriz protagónica de telenovela | En la boca del lobo     | Nominada  |
| 2008 | Mejor actriz protagónica de telenovela | Nuevo Rico, Nuevo Pobre | Ganadora  |
| 2006 | Mejor actriz protagónica de telenovela | Por amor a Gloria       | Nominada  |
| 2001 | Mejor actriz protagónica de telenovela | Pobre Pablo             | Nominada  |